# کروبات آندر مور
کروبات آندر مور (به آلمانی: Kraubath an der Mur) یک منطقهٔ مسکونی در اتریش است که در لوبن واقع شده‌است. کروبات آندر مور ۲۷٫۴۴ کیلومتر مربع مساحت دارد ۶۳۲ متر بالاتر از سطح دریا واقع شده‌است.